# Santa Luzia (Paraíba)
Santa Luzia is een gemeente in de Braziliaanse deelstaat Paraíba. De gemeente telt 14.752 inwoners (schatting 2009).